# Carcharias tricuspidatus
Espèce
Le Requin-taureau indien (Carcharias tricuspidatus) est un requin vivant dans l'océan Indien.